# 주석 (해석학)

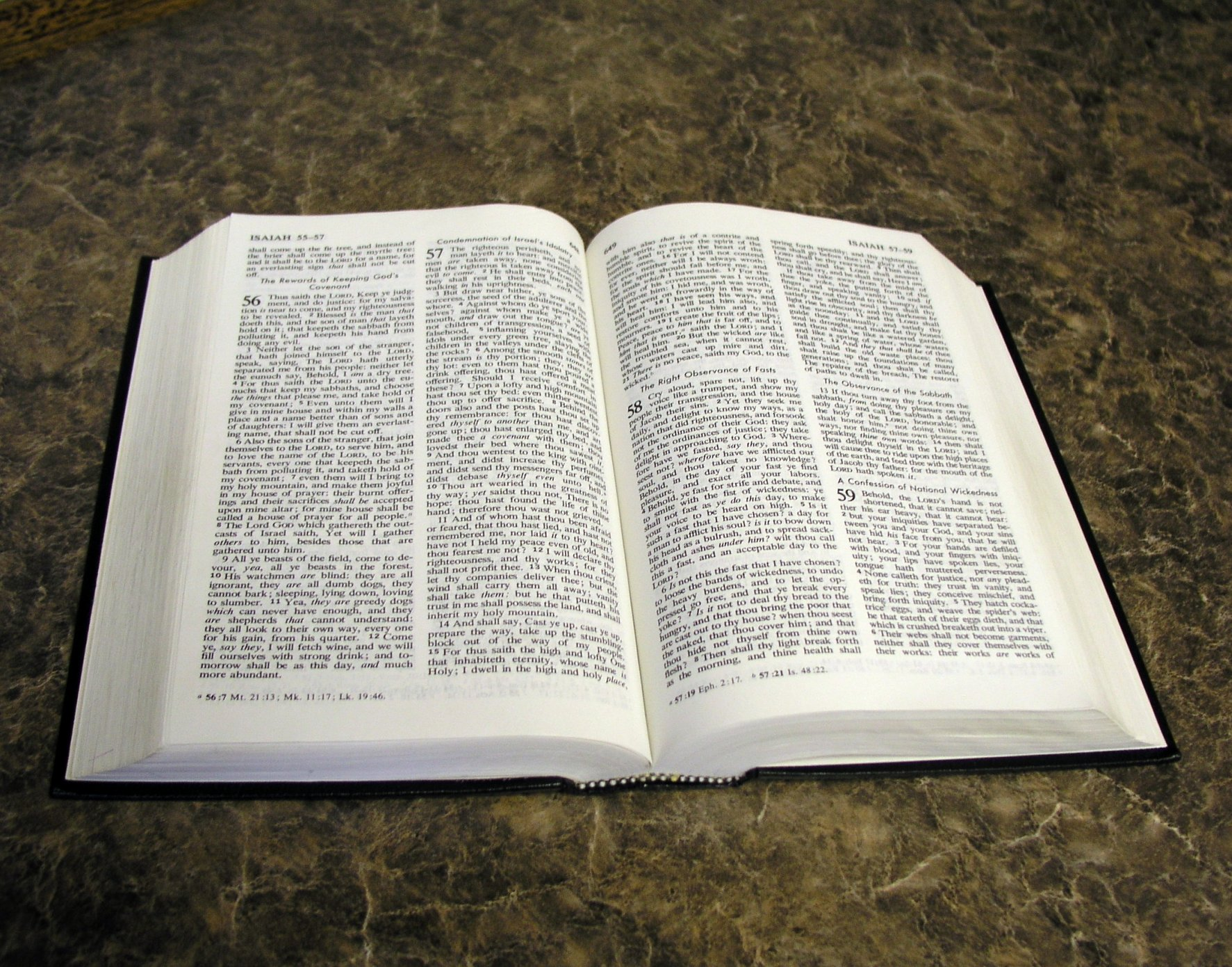
펼쳐진 성경은 이사야서

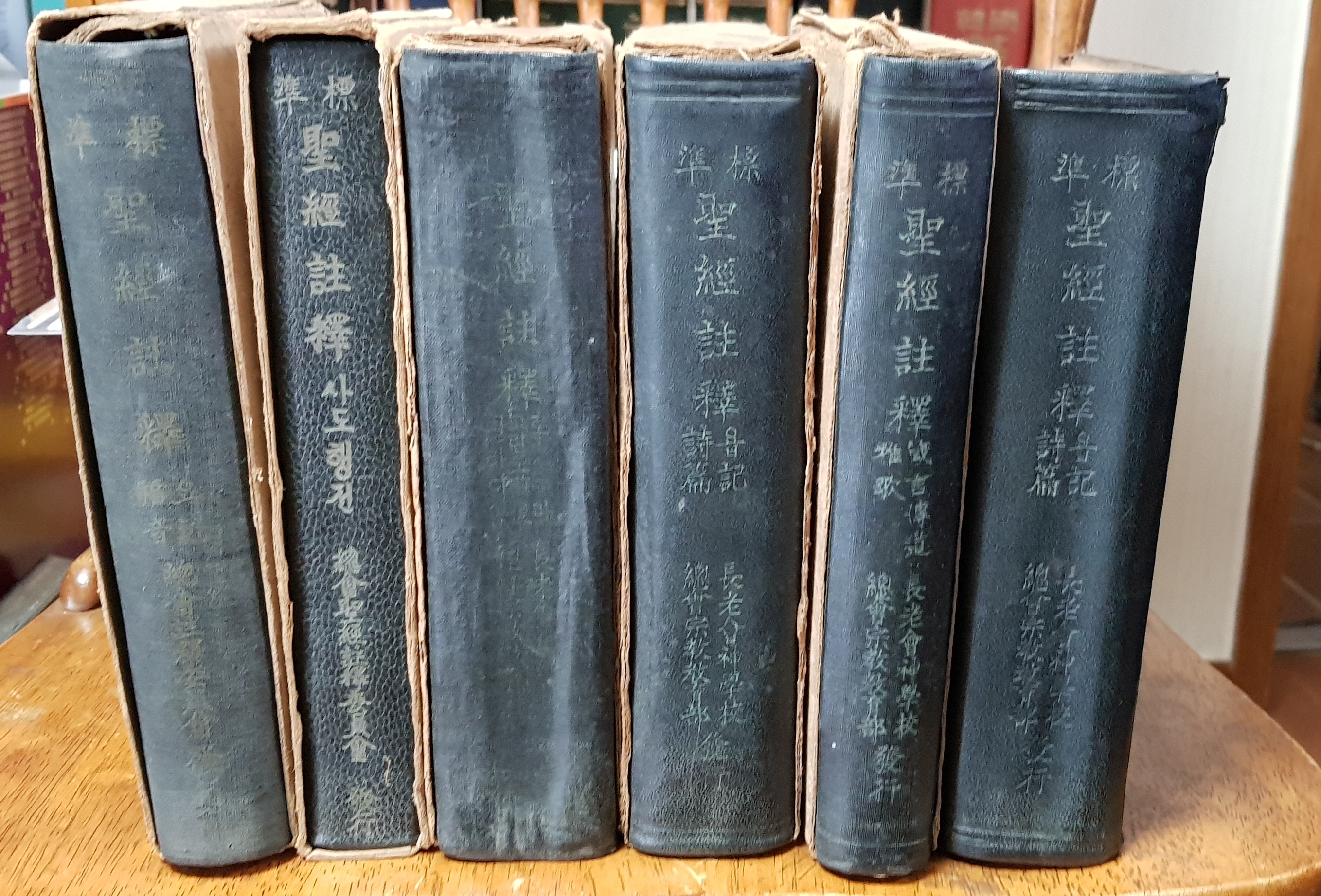
장로회신학교 총회종교교육부 주석

주석(註釋, /ˌɛksəˈdʒiːsɪs/ 그리스 ἐξήγησις, exegesis, 동사 ἐξηγεῖσθαι "이끌어내다""to lead out"의 파생어)란 어떤 본문 특별히 종교적 본문을 비평적으로 설명하거나 해석하는(a critical explanation or interpretation of a text)것이다. 전통적으로 이 용어는 주로 기독교에서 성경을 가지고 작업을 하는데 사용되었다. 주석은 석의(釋義)이라는 용어와 동일하다. 해석학에서 주석은 가장 근원적인 작업이다.
주석(exegesis)이란 국어사전에 의하면 글의 뜻을 해석하는 것이다. 로마 가톨릭교회에서 보는 주석의 의미는 일반적으로 신학을 설명하는 것에 적용한다. 특히 성서 구절을 설명 해석하는 학문을 말한다. 성서 해석은 우선 말 번역, 말 해석, 문맥의 뜻을 해석하는 일이다. 그 목적은 성서 구절의 본뜻을 밝히고 그것을 현재 상황에 적응시키는 데 있다. 성서 해석은 성서 주석 방법론(Hermeneutics)의 규칙을 따른다고 한다. 개신교에서는 좀더 저자의 의도를 파악하는데 집중하는 것을 설명한다. 주석이란 해석학과 관계 있는 일종의 '해석의 과학'(the science of interpretation)로 본다. 해석학은 성경의 해석을 지배하는 여러 원칙을 확립하려는 것이지만, 석의는 개개 성경 본문의 진술과 자구의 의미를 결정하려는 것이다. 성경연구가 조직신학의 기초가 되듯이, 석의라는 연구부분은 성경신학의 기초를 이룬다. 석의는 성경 본문에 언급된 각 단어들의 의미나 각 품사의 용법 등을 면밀하게 연구하여 저자의 의도와 그 문맥이 요구하는 사상 및 성경 전체에서 구하는 가르침을 밝히는 데 관심을 갖는다. 성경 석의는, ① 말씀에 의해 정확하게 전달하는 일이 가능하며, ② 하나님께서 말씀을 통해 자신의 뜻을 알리고자 하신다는 사실을 인정하고 그 일이 인간에게 최고로 중요한 일이라는 기본적인 가정하에 출발한다고 한다.
루터와 칼뱅과 같은 개신교 종교개혁자들은 성경을 정확하게 해석하기 위하여 인문주의자들의 언어적-역사적 방법을 채택하였다. 그들은 이 방법을 통하여 중세기 해석가들의 4중적 의미의 해석을 반대하고 역사적이며 문자적 의미를 강조했다. 주석을 전문적으로 다루는 학문을 석의학 혹은 주경신학이라고 한다. 석의의 참된 목적은 본문의 의도를 정확하게 파악하려고 시도하는 것이다.

## 해석학과 주석(석의) 관계
해석학은 해석의 학문이며 석의는 기술이다. 해석학은 이론과 원리와 방법으로 구성된 학문이라면, 주석은 해석학의 구성요소들이 실제적으로 사용되어 본문을 직접으로 다루는 현장의 기술이다. 주석은 해석학이전부터 역사적이나 논리적으로 볼때 먼저 었다. 해석학은 성경 해석의 원리를 형성하는데 중점을 두지만 석의는 해석학의 인도를 받아서 본문을 실제적으로 이해하는 작업이다. 따라서 석의는 해석의 원리들이 본문에 바로 적용되는 것에 역점을 둔다. 석의는 구체적인 문장이나 구절 혹은 문맥의 뜻을 찾아내는 행위이다. 이런 작업에 해석학은 도움을 제공한다. 따라서 해석학과 석의는 밀접한 관계를 가지고 있다고 본다.

## 같이 보기
- 신학적 해석학
- 역사적 문법적 해석
- 4중적 의미의 해석
- 해석학 (철학)
- 주석학